# Bijeljina

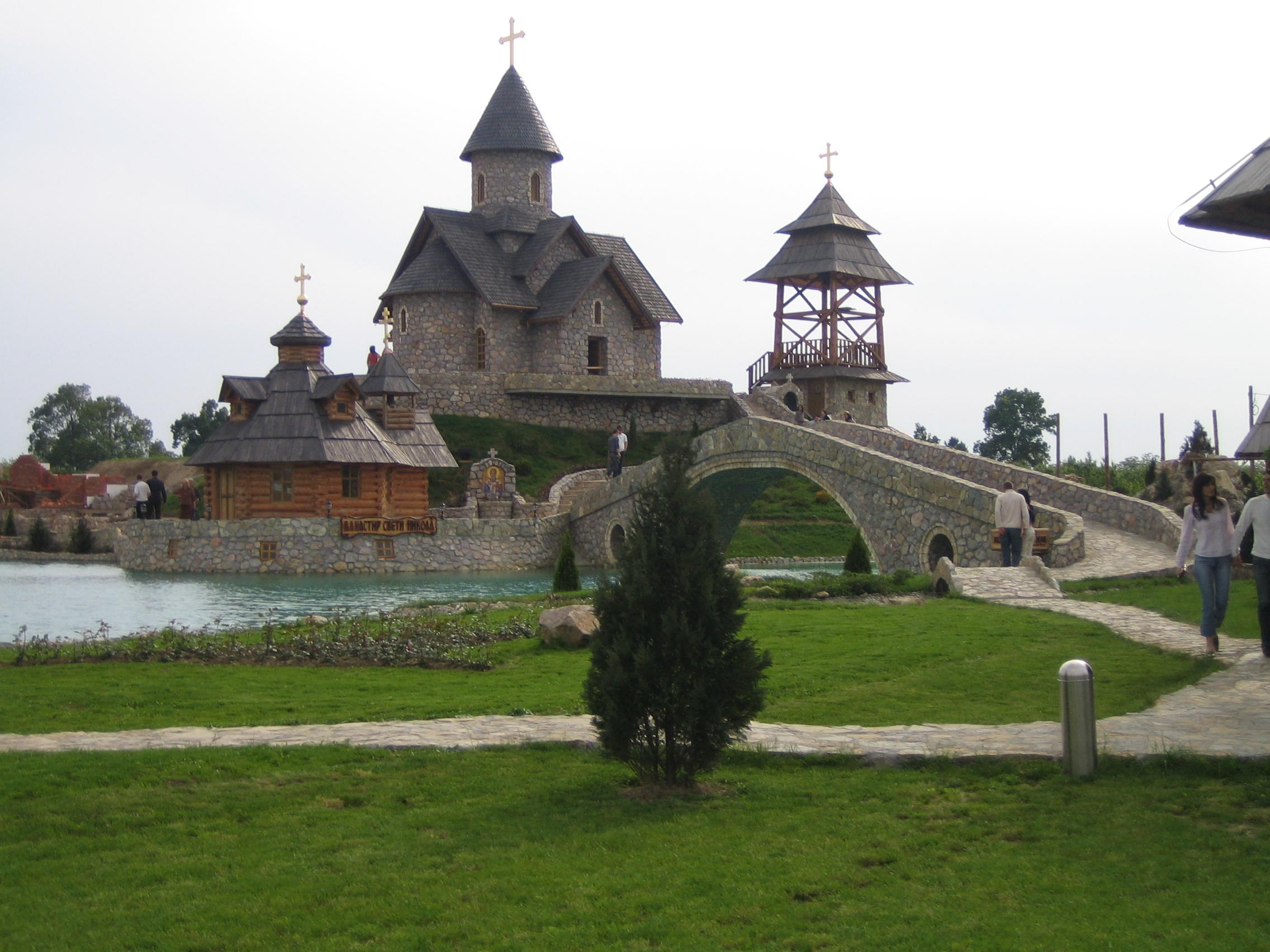

Bijeljina (Servisch: Бијељина) is een stad en gemeente in het noordoosten van Bosnië en Herzegovina. De plaats bevindt zich in de Servische Republiek en omvat meer dan 734 km² en telt circa 130.000 inwoners.
Bijeljina is berucht geworden door staande executies en mishandelingen, begaan door Servische paramilitairen van Željko Ražnatović Arkan aan het begin van de Bosnische Burgeroorlog. Begin april 1992 werden op klaarlichte dag honderden burgers op straat gedood. De niet-Servische bevolking werd hierna geheel verdreven. Enkele dagen later volgde etnische zuivering van andere steden in Oost Bosnië, zoals Foča, Bratunac, Zvornik, e.a.

## Plaatsen
De volgende plaatsen behoren tot Opština Bijeljina: Amajlije, Balatun, Banjica, Batković, Batar, Bijeljina, Bjeloševac, Brijesnica, Brodac Donji, Brodac Gornji, Bukovica Donja, Bukovica Gornja, Velika Obarska, Velino Selo, Vršani, Glavičice, Glavičorak, Glogovac, Gojsovac, Golo Brdo,Guzdevice, Dazdarevo, Dvorovi, Dragaljevac Donji, Dragaljevac Srednji, Dragaljevac Gornji, Zagoni, Janja, Johovac, Kacevac, Kovanluk, Kojčinovac, Korenita, Kriva Bara, Ljeljenča, Ljeskovac, Magnojević Donji, Magnojević Srednji, Magnojević Gornji, Međaši, Mezgraja, Modran, Novo Naselje, Novo Selo, Obrijež, Ostojićevo, Patkovača, Piperci, Popovi, Pučile, Ruhotina,Slobomir, Suvo Polje, Triješnica, Trnjaci, Ugljevik, Stari Ugljevik, Ravno Polje, Ćipirovine, Hase, Crnjelovo Donje, Crnjelovo Gornje, Čađavica Gornja, Čađavica Srednja, Čađavica Donja, Čardačine, Čengić.

## Geboren
- Nihad Hrustanbegović (1973), componist
- Savo Milošević (1973), voetballer
- Mihailo Ristić (1995), voetballer
- Luka Jović (1997), voetballer